# Rickenbach (Hotzenwald)
Rickenbach ist eine Gemeinde im Landkreis Waldshut in Baden-Württemberg. Seit 2008 ist Rickenbach ein Luftkurort.

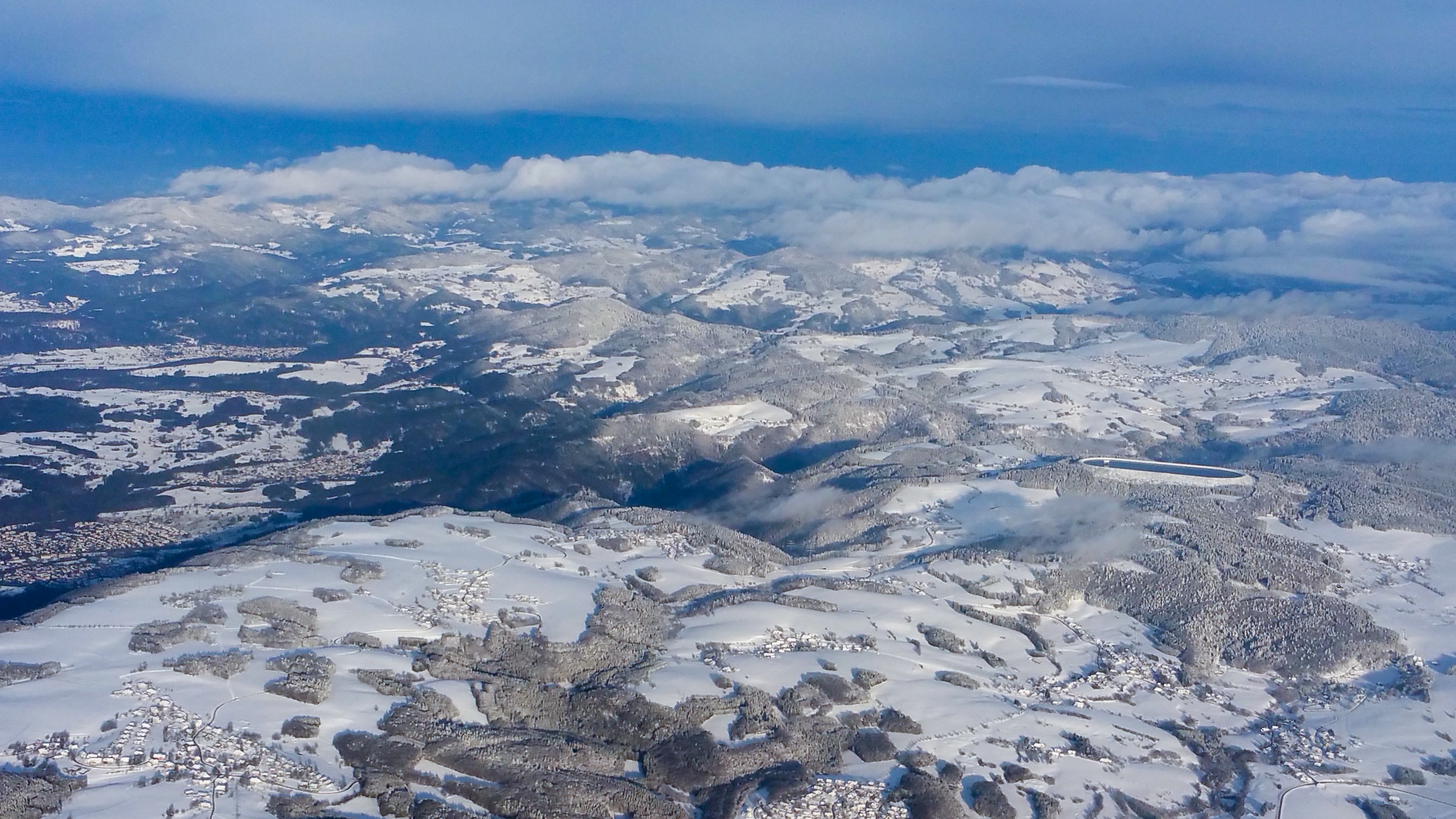
Rickenbach auf einer Luftaufnahme vom 31. Januar 2015

## Geographie

### Geographische Lage
Der staatlich anerkannte Erholungsort Rickenbach liegt im Vorderen Hotzenwald am Südrand des Schwarzwaldes zum Hochrhein. Die hügelige Hochebene wird durch das steilwandige Tal getrennt, das das Flüsschen Murg durchfließt. Wälder mit hohem Fichtenanteil werden durch Wiesen, Ackerland und Weiden unterbrochen. Bei klarer Sicht kann man bis zu den Berner Alpen sehen (Foto). Das Gemeindegebiet liegt etwa zwischen 700 und 900 Meter über dem Meeresspiegel.

### Nachbargemeinden
Die Gemeinde grenzt im Norden an Herrischried, im Osten an Görwihl und die Stadt Laufenburg, im Süden an Murg und Bad Säckingen und im Westen an die Stadt Wehr.

### Gemeindegliederung
Rickenbach besteht aus sechs ehemals selbständigen Ortsteilen mit insgesamt 13 Ortschaften:
- Altenschwand mit Glashütten und Strick
- Bergalingen
- Hottingen
- Hütten mit Rüttehof
- Rickenbach
- Willaringen mit Egg, Jungholz, Lehnhof, Schweikhof, Wieladingen und Wickartsmühle

## Geschichte
Rickenbach und seine Ortsteile können auf eine Siedlungsgeschichte zurückblicken, die meist bis in die zweite Hälfte des 13. Jahrhunderts zurückreicht.
Der Ort Rickenbach wurde erstmals 1257 erwähnt und entwickelte sich zu einem der wichtigsten Orte des südwestlichen Hotzenwaldes. Als Pfarrort war Rickenbach das Zentrum eines ausgedehnten Kirchspieles. Bis zur Gründung des Landes Baden im Jahre 1805 gehörte der Ort als Einungs- und Gerichtsort zur Grafschaft Hauenstein.
Altenschwand entstand als Streusiedlung und wurde um 1300 erstmals urkundlich erwähnt. Mit seinem Weiler Glashütten ist es eine der ältesten Glasmachersiedlungen des Schwarzwaldes.
Die Gemarkung Bergalingen war vermutlich schon in der Jungsteinzeit besiedelt. Das heutige Dorf hat seine Ursprünge im 13. Jahrhundert.
Aus derselben Zeit stammen auch die ersten urkundlichen Hinweise auf die aus Einzelhöfen hervorgegangenen Siedlungen Hütten und Rüttehof, wobei Hütten bis 1973 eine eigenständige Gemeinde war.

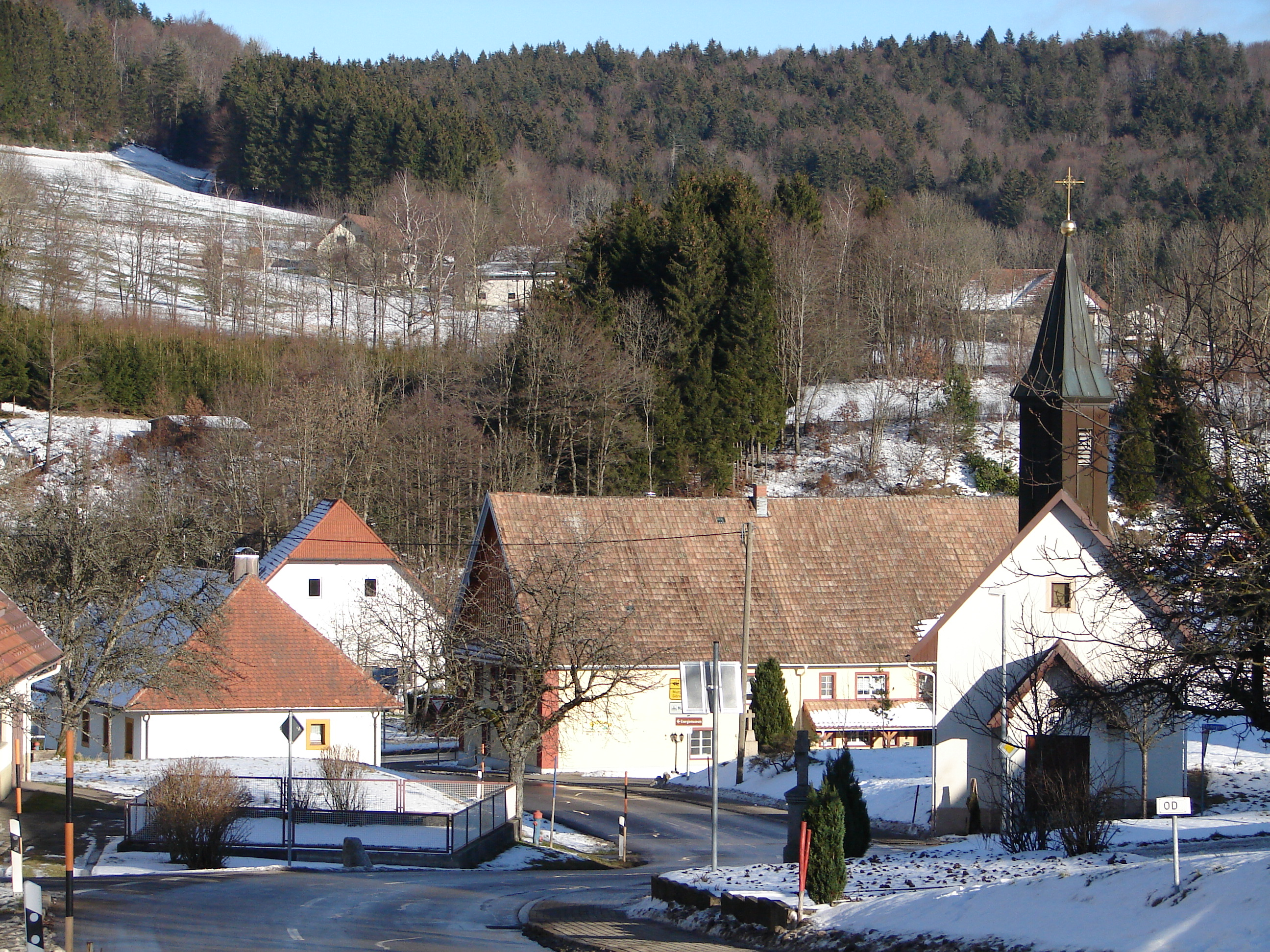
Hottingen, die Kapelle und das Gasthaus Sonne

Ein erster Hinweis auf Hottingen findet sich erst im Jahr 1416.
Zu Willaringen zählen mit den Streusiedlungen Egg, Jungholz, Schweikhof, Wieladingen und Wickartsmühle eine Reihe recht unterschiedlicher Weiler. Wieladingen, Schweikhof, Egg und Jungholz sind die ältesten urkundlich nachweisbaren Siedlungen der Gegend. Sie entstanden bereits zwischen dem 8. und 10. Jahrhundert als Rodungssiedlungen des Klosters in Säckingen. Bis ins 14. Jahrhundert wurden die Ortschaften von den Rittern von Wieladingen auf der dortigen Burg verwaltet. Nachdem das Rittergeschlecht verarmt war und die Region verlassen hatte, kam Willaringen mit seinen Weilern zur Einung Rickenbach.
Die heutige Gemeinde wurde im Zuge der Gemeindegebietsreform am 1. Januar 1975 durch die Vereinigung der Gemeinden Rickenbach, Bergalingen und Willaringen neu gebildet. Ebenfalls am 1. Januar 1975 wurde die bis dahin selbstständige Gemeinde Hottingen nach Rickenbach eingemeindet. Bereits am 1. Januar 1973 waren Altenschwand und Hütten eingemeindet worden.
Wappen der früheren Gemeinden

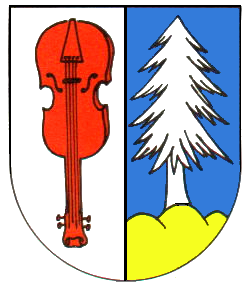
Rickenbach
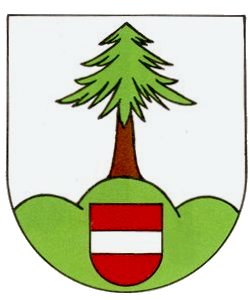
Altenschwand
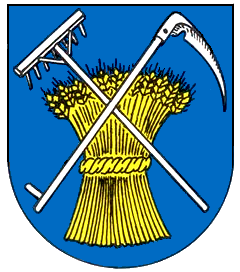
Hottingen
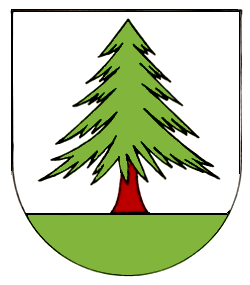
Willaringen
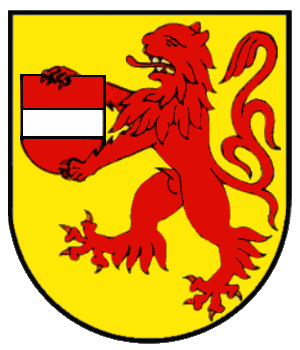
Bergalingen
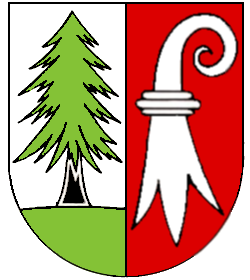
Hütten

## Politik

### Verwaltungsgemeinschaft
Die Gemeinde ist Mitglied der Vereinbarten Verwaltungsgemeinschaft der Stadt Bad Säckingen.

### Gemeinderat
In Rickenbach wird der Gemeinderat nach dem Verfahren der unechten Teilortswahl gewählt. Dabei kann sich die Zahl der Gemeinderäte durch Überhangmandate verändern. Der Gemeinderat besteht aus den gewählten ehrenamtlichen Gemeinderäten und dem Bürgermeister als Vorsitzendem. Der Bürgermeister ist im Gemeinderat stimmberechtigt und dessen Vorsitzender. 
Die Kommunalwahl am 9. Juni 2024 führte zu folgendem Endergebnis. Die Wahlbeteiligung betrug 66,60 % (2019: 65,1 %).
| Partei                  | Stimmen | Sitze | Ergebnis 2019    |
| Freie Wähler            | 36,48 % | 5     | 39,0 % – 5 Sitze |
| CDU                     | 33,23 % | 4     | 26,5 % – 4 Sitze |
| GRÜNE                   | 11,44 % | 2     | 14,1 % – 2 Sitze |
| Wir in Rickenbach (WiR) | 18,85 % | 3     | 20,4 % – 3 Sitze |

### Bürgermeister
Von 1983 bis April 2007 war das CDU-Mitglied Georg Keller Bürgermeister, er wurde 2013 Präsident des Schwarzwaldvereins. Seit dem 1. Mai 2007 war Norbert Moosmann im Amt, zwischen ihm und dem Gemeinderat kam es gehäuft zu Spannungen. Seit Sommer 2010 war Moosmann aufgrund von durch das Landratsamt Waldshut anerkannten Dienstunfällen bis auf wenige Tage durchgehend krankgeschrieben. Zum 1. März 2012 versetzte das Landratsamt den Bürgermeister aufgrund von Dienstunfähigkeit in den Ruhestand, was Moosmann akzeptierte. Im November 2012 wurde er vom Landgericht Waldshut-Tiengen verurteilt, zusammen mit seinem Lebenspartner einen Brandanschlag auf sich selbst vorgetäuscht zu haben. Weder Landgericht noch Bundesgerichtshof, der die beantragte Revision verwarf, stellten das genaue Motiv fest.  Moosmann bestritt, die Tat begangen zu haben, und versuchte, eine Wiederaufnahme des Verfahrens nach § 359 StPO zu erreichen. Moosmann wehrt sich juristisch gegen das Urteil, geht bis vor das Bundesverfassungsgericht und den Europäischen Gerichtshof für Menschenrechte, verliert aber immer.
Am 17. März 2013 wurde mit 50,05 % der abgegebenen gültigen Stimmen Dietmar Zäpernick zum neuen Bürgermeister gewählt. Aufgrund einer Klage eines Bürgers wegen dessen Nichtzulassung als Bürgermeisterkandidat konnte er das Amt nicht antreten und wurde vorläufig zum Amtsverweser bestellt. Nach 552 Tagen hat der Verwaltungsgerichtshof Baden-Württemberg mit Beschluss vom 14. Oktober 2014 den Rechtsstreit beendet und Zäpernick zum rechtmäßigen Bürgermeister erklärt.

### Gemeindepartnerschaften
Seit 1980 verbindet Rickenbach eine Partnerschaft mit der französischen Gemeinde Plombières-les-Bains in den Vogesen.

## Kultur und Sehenswürdigkeiten

### Museen
Seit 2001 gibt es bei Hottingen ein Energiemuseum. Es widmet sich den heimischen Energiequellen. Schwerpunkt ist die Wasserkraftnutzung. Daneben werden durch Transmissionen angetriebene land- und hauswirtschaftliche Geräte gezeigt.

### Bauwerke
Der zwischen Bergalingen und Jungholz gelegene Hochrheinsender der Deutschen Telekom dient mit seinem 184 Meter hohen Sendemast der Verbreitung von Fernsehprogrammen.
Die katholische Pfarrkirche St. Gordian und St. Epimach besitzt Glasfenster des Künstlers Emil Wachter von 1986.

### Sport
- Ein Golfplatz (18 Loch Par 70) liegt am Ortsausgang von Rickenbach Richtung Altenschwand
- Ein Minigolfplatz befindet sich am Hirschgartenhüsli im Hauptort Rickenbach nahe der Golfanlage
- Vier Tennisplätze befinden sich innerhalb der Golfanlage in Rickenbach
- Ein Segelflugplatz liegt im Ortsteil Hütten
- Viele ausgeschilderte Wanderwege, etwa der Murgtalpfad.
- Sportplatz FC Bergalingen

## Wirtschaft und Infrastruktur
Umspannwerk Kühmoos des Schluchseewerks (großes Umspannwerk für 380 kV, 220 kV, 110 kV)

## Persönlichkeiten
- Johannes Thoma (1700–1753), Eggbauer (geboren in Egg)
- Eulogius Böhler (1861–1943), Kirchenmaler und Restaurator (geboren in Bergalingen)